# Delphacodes pictifrons
Delphacodes pictifrons är en insektsart som först beskrevs av Henry Fairfield Osborn 1938.  Delphacodes pictifrons ingår i släktet Delphacodes och familjen sporrstritar. Inga underarter finns listade i Catalogue of Life.